# 石崎幸二
石崎 幸二（いしざき こうじ、1963年 -）は、日本の推理作家、小説家。

## 略歴・人物
埼玉県出身。東京理科大学理学部卒業。
2000年にミステリ小説『日曜日の沈黙』で第18回メフィスト賞を受賞し、デビュー。
化学メーカーに勤務する傍ら、執筆活動を行う。

## 作品リスト

### 「ミリア＆ユリ」シリーズ
- 『日曜日の沈黙』（講談社ノベルス） 2000年12月 ISBN 4-06-182161-X
- 『あなたがいない島』（講談社ノベルス） 2001年3月 ISBN 4-06-182174-1
- 『長く短い呪文』（講談社ノベルス） 2001年9月 ISBN 4-06-182214-4
- 『袋綴じ事件』（講談社ノベルス） 2002年6月 ISBN 4-06-182259-4
- 『復讐者の棺』（講談社ノベルス） 2008年8月 ISBN 978-4-06-182603-8
- 『≠の殺人』（講談社ノベルス） 2009年12月 ISBN 978-4-06-182694-6
- 『記録の中の殺人』（講談社ノベルス） 2010年11月 ISBN 978-4-06-182749-3
- 『第四の男』（講談社ノベルス） 2011年11月 ISBN 978-4-06-182809-4
- 『皇帝の新しい服』（講談社ノベルス） 2012年12月 ISBN 978-4-06-182858-2
- 『鏡の城の美女』（講談社ノベルス） 2013年11月 ISBN 978-4-06-182899-5

### その他
- 『首鳴き鬼の島』（東京創元社 ミステリ・フロンティア） 2007年7月 ISBN 978-4-488-01740-8